# وارنررابینز (جورجیا)
وارنررابینز، جورجیا (به انگلیسی: Warner Robins, Georgia) یک شهر در ایالات متحده آمریکا با جمعیت ۶۶٬۵۸۸ نفر است که در جورجیا واقع شده‌است.

## موقعیت جغرافیایی
موقعیت جغرافیایی شهرها و مناطق اطراف به شرح زیر است: